# 노르드 신화

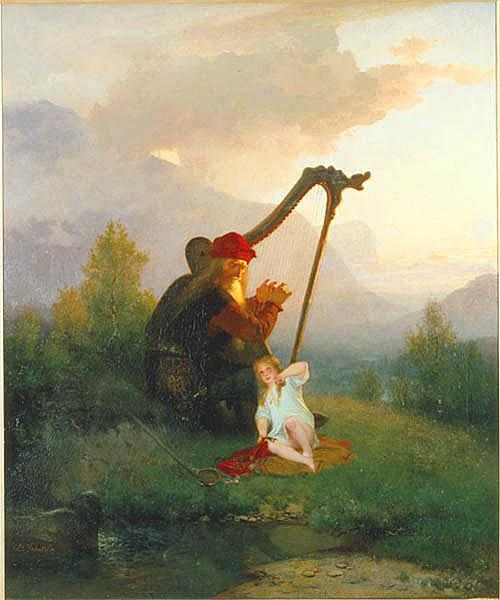
헤이메르 왕과 아슬라우그

노르드 신화( ── 神話, 영어: Norse mythology, 아이슬란드어: Norræn goðafræði, 독일어: Nordische Mythologie, 노르웨이어: Norrøn mytologi, 스웨덴어: Nordisk mytologi, 덴마크어: Nordisk mytologi) 혹은 (협의의) 스칸디나비아 신화는 기독교 개종 이전 스칸디나비아와 북부 유럽(오늘날의 덴마크, 스웨덴, 노르웨이, 아이슬란드, 그리고 그린란드 일부, 북부 독일 등지)에 살았던 게르만인의 일파인 노르드인들의 종교·신앙·전설 등을 일컫는다. 노르드 신화는 게르만 신화의 연속이며 유럽 거의 대부분이 기독교로 개종한 이후에도 스칸디나비아 지역에서 옛 종교가 계속 버텨서 노르드 신화가 게르만 신화를 대표하게 되었다. 한국어권에서는 흔히 북유럽 신화라고도 한다.
노르드 신화의 문헌에는 온갖 다양한 신들이 등장한다. 묠니르를 들고 적들의 머리를 깨부수는 인류의 수호신 토르, 애꾸눈에 도래까마귀를 부리며 세계의 지식을 탐욕적으로 추구하는 오딘, 깃털 망토를 걸치고 세이드라는 주술을 부리는 아름다운 여신 프레이야, 겨울의 늑대 울음소리를 좋아하는 잔인한 스키의 여신 스카디, 바다와 불 및 땅의 지력을 상징하는 강력한 신 뇨르드, 뇨르드의 아들이며 날씨와 농사와 관계되어 인류에게 기쁨을 주는 프레이, 영원한 젊음을 주는 사과가 열리는 나무를 관리하는 여신 이둔, 아홉 명의 어머니에게서 태어났고 풀이 자라는 소리를 들으며 금으로 된 이빨을 가졌다는 정체불명 괴상한 헤임달, 오딘의 아내 프리그와 그 아름다운 아들 발드르, 그리고 발드르를 죽음으로 몰아넣어 신들에게 파멸을 가져오는 요툰 출신의 로키 등이 있으며, 그 외에도 많다.
현재까지 전해지는 노르드 신화들의 내용은 대부분 신들이 다른 종족(인간, 요툰, 드베르그 등)들과 상호작용하면서 일어나는 일들을 다루고 있다. 그들은 친구가 될 수도 있고, 애인이 될 수도 있고, 가족이 되거나 원수가 되기도 한다. 노르드 신화의 세계관은 아홉 개의 세계가 세계수 위그드라실에 매달려 있다고 하는데, 각 세계의 구성은 전승마다 다소 차이가 있다. 또 시간, 천체, 물리현상을 비롯한 다양한 개념들이 의인화되어 신 또는 다른 존재로 나타난다. 또 다양한 형태의 창조신화들이 변주되는데, 세상은 맨 처음 태초의 존재 위미르의 몸을 찢어 그 시체로 만들어졌고, 최초의 인간 한 쌍 아스크와 엠블라는 나무로 만들어졌다. 그리고 이 세계는 언젠가 라그나로크라는 말세가 오면 망하고 새로이 태어날 것이라고 한다. 라그나로크 때 신들과 신들에 적대하는 모든 존재들은 건곤일척의 대전쟁을 벌이고, 세상은 불길에 휩싸인 뒤 물에 잠겨 멸망한다. 그 뒤 살아남은 소수의 신들이 다시 만나고, 푸르고 비옥한 새 땅이 솟아나며, 리프와 리프트라시르라는 한 쌍의 부부로부터 다시 세상에 인간들이 번성할 것이다.
노르드 신화는 17세기부터 학자적 관심의 주제가 되어 왔다. 비교신화학 및 역사언어학의 성과를 통하여 학자들은 노르드 신화 및 그 원류인 게르만 신화가 태고의 인도유럽조어 사용자들의 공통신화로 거슬러 올라간다는 것을 밝혀냈다. 또한 낭만주의적 바이킹 부흥 문화의 결과 다양한 근현대 대중문화에 노르드 신화의 영향이 더해졌으며, 게르만 신이교주의와 같은 신흥종교에서는 고대의 종교적 맥락까지 부활하고 있다.

## 문헌자료
북유럽 신화에 대해 현존하는 기록 대부분은 13세기까지 거슬러 올라가며, 공식적으로 북유럽이 기독교 사회가 되어버린 이후에도 2세기 이상 구전되며 보존되어 있었다. 13세기에 학자들은 이 구두로 남아 있었던 신화를 기록하기 시작했다. 특히 기독교 이전의 신들이 실제 역사적 인물로 추적할 수 있다고 믿었던 학자, 스노리 스투를루손을 통해 《신 에다》(산문 형식의 에다로 새로 지은 에다)나 《헤임스크링글라》가 쓰여졌다. 이들은 스칸디나비아의 기독교 개종 이후에 자료를 남겼지만 옛 신들을 악마로 매도하지 않고 학문적으로 탐구하려는 자세를 보였다.
노르드 이외의 초기 게르만 사회의 신화에 대한 정보를 담은 자료는 《앵글로색슨 전기》, 《베오울프》, 삭소 그라마티쿠스의 《데인인의 사적》 등이 있다. 타키투스의 〈게르마니아〉에도 제한적으로나마 정보를 찾을 수 있다. 하지만 “에다”라고 불리는 두 작품, 즉 스노리의 《신 에다》와 《고 에다》가 노르드 신화 연구에 가장 귀중한 자료이다.
《신 에다》(산문 에다)를 13세기 초기에 쓴 스노리 스투를루손이라는 인물은 뛰어난 시인이자, 지도자로 아이슬란드의 외교관이기도 했다. 이 ‘에다’는 본래 그 기법을 배우고자 하는 시인들을 위한 입문서로 만들어졌다고 한다. 이 작품에는 전통적인 케닝(완곡표현 기법)이나 시에 담긴 은유 표현을 산문 형식으로 설명하는 내용이 포함되어있다. 이러한 산문체의 이야기가 북유럽의 신들에 대한 다양한 이야기를 체계적이고, 시작과 끝을 일관되게 한 것이다.
《고 에다》(운문 에다)는 산문 에다가 쓰여진 다음 대략 50년 이후에 집필된 것으로 알려져 있다. ‘운문 에다’는 29절의 긴 시로 구성되어 있다. 그 중 11번 시는 게르만의 신들을 다룬 것으로, 나머지는 《볼숭 일족의 사가》의 시구르드(중세 독일의 서사시 〈니벨룽겐의 노래〉의 주인공 지크프리트)와 같은 전설적인 영웅에 대해 쓴 것이다. 학자들은 이 ‘에다’를 다른 ‘에다’ 보다 이후의 시대에 기록된 것일 수도 있다고 생각했지만, 그 이야기의 언어와 시의 형식으로 비추어 볼 때 다른 에다가 쓰여진 시대보다 1세기 이전에 만들어진 것으로 생각되고 있다.
이러한 원전 외에도 9세기에서 14세기에 걸쳐 북유럽에서 편찬된 《사가》나 《사트르》, 《스칼드》 등에도 북유럽의 신앙이 반영되어 있다. 따라서 이것들로부터 엿볼 수 있는 신화도 존재한다. 그 밖에도 스칸디나비아의 전승 등에도 남아 있는 전설이 있다. 그중 일부는 고대 영어로 쓰여진 ‘핀네스버그 단편’에 대한 이야기와 ‘데오르의 한탄’ 중에 등장하는 신화적인 이야기에 대한 언급 등 오래된 옛 게르만 문학에 나타나는 전설들이 뒷받침되고 있다. 수많은 단편적 문헌이나 전설이 남아 있을 때 학자들이 시의 뒤에 숨어있는 의미와 표현을 추론할 수 있다. 더불어 스칸디나비아에는 신의 이름을 따서 붙여진 지명들이 많이 존재한다.
프랑크 왕국의 카를 대제는 게르만족의 기독교 이전 기록을 많이 수집했다고 하지만 이는 그의 사후 다른 이들이 없애 버렸다.

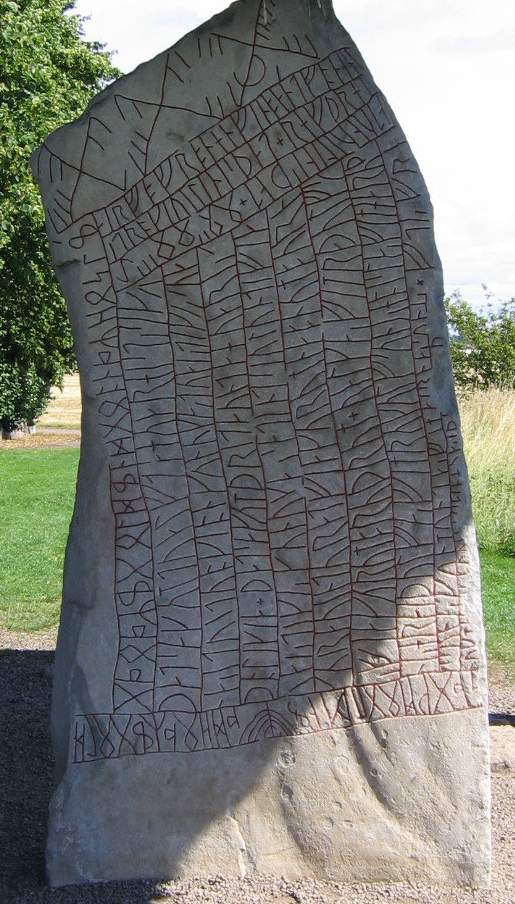
룬돌 중 하나인 레이크 룬돌

레이크 룬돌(Rök Runestone)과 크비네비 목걸이(Kvinneby amulet)처럼 표면에 새겨져 있는 극소수의 룬 문자의 비문에도 신화에 대한 언급이 존재한다. 토르의 낚시 여행과 볼숭 사가의 장면, 오딘과 슬레이프니르와 펜리르에 삼켜지는 오딘 등 북유럽 신화의 장면을 그린 룬 비석이나 그림 비석도 있다. 현존하는 훈네스타트 비석(Hunnestad Monument) 중 하나에는 늑대에 걸터앉아 발드르의 장례식에 가는 히로킨이 그려져 있다.
덴마크에는 말린 콧수염이 나 있고, 입을 닫고 있는 로키의 그림이 그려진 이미지 스톤이 존재하며, 영국의 고스포스 십자가 비석에도 복잡하게 뒤얽힌 그림이 그려져 있다. 또한 외눈박이 오딘과 망치를 든 토르, 직립한 남근의 프레이 등 신들을 그린 작은 입상도 존재한다.
가톨릭 주교 등 고위 성직자들도 게르만 민족의 신앙에 대한 기술을 남겼다. 삭소 그라마티쿠스는 《데인인의 사적》에서 스칸디나비아의 신들에 대해 다루고 있으며, 아담 폰 브레멘은 《함부르크 교회사》를 저술했다. 또한 이러한 북유럽에서 저술된 것 외에도, 1세기경 로마의 역사가 타키투스가 저술한 《게르마니아》와 이븐 파들란의 《볼가 불가르 여행기》 등에도 게르만 민족의 신앙 진술을 남겨 두었다.

## 세계관

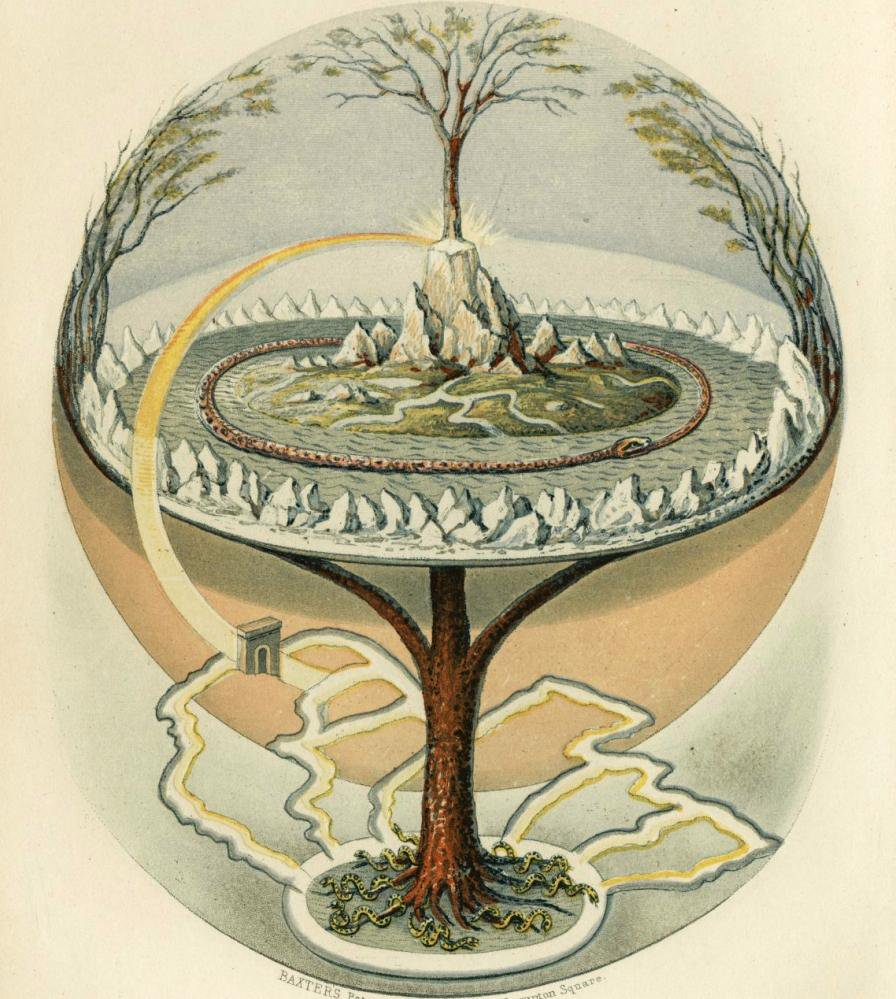
세계수 이그드라실

북방 민족은 세상에 아홉 개의 세계가 있다고 믿었다.
1) 아스가르드 - 아스의 세계를 일컫는다. 오딘의 거성 발할라가 위치한 그라즈헤임도 이 세계에 포함된다. 발할라 위대한 전사들의 영혼인 에인헤랴르가 모이는 장소이기도 했다. 이러한 전사들은 오딘을 섬기는 여성체 사신 발키리에 의해 인도된다. 그들이 입고 있는 빛나는 갑옷이 밤하늘에 오로라를 만들어내는 것이라고 생각했다. 에인헤랴르는 라그나로크에서 신들을 호위한다. 라그나로크는 사악한 적들과 신들의 큰 싸움으로 살아있는 모든 존재가 죽음으로 이어지는 북유럽 신화의 마지막 전쟁이다. 선과 악의 극단으로 나뉜 싸움은 고대의 많은 신화에서 매우 보편적으로 볼 수 있는 주제이다.
2) 바나헤임 - 반족의 세계
3) 미드가르드 - 죽음을 피할 수 없는 인간의 땅
4) 무스펠스헤임 - 화염과 수르트의 세계. 수르트는 용암의 피부와 불의 머리를 가진 거인이다.
5) 니플헤임 - 얼음으로 뒤덮인 세상. 로키가 앙그르보다와 사이에서 낳은 반 거인인 딸 헬이 지배하고, 얼음 거인들이 사는 세계
6) 알프헤임 - 엘프의 세계
7) 스바르트알파헤임 - 다크 엘프 스바르트 아르발이 사는 세상
8) 니다벨리르 - 뛰어난 광부이자, 손재주가 뛰어난 대장장이인 드워프와 소인들의 세계. 그들은 토르의 망치와 프레이 기계로 만든 멧돼지 등 신들에게 마법의 힘에 의한 도구를 종종 만들어 냈다.
9) 요툰헤임 - 서리 거인 요툰을 포함한 거인들의 세계
이들의 세계는 세계수 이그드라실에 의해 연결되어 있으며, 아스가르드가 최상에 위치한다. 그 최하층에 위치하는 니플헤임에서 뿌리를 씹는 것은 사나운 뱀(또는 용)인 니드호그 이다. 아스가르드는 헤임달이 지키고 있는 마법의 무지개 다리, 비프로스트가 달려있다. 헤임달은 수천 마일 떨어진 곳을 보고, 들을 수 있는 불침번을 서는 신이다.
북유럽 신화의 우주관은 강한 이원론적 요소를 포함한다. 예를 들어 낮과 밤은 낮의 신 다그와 그가 타는 말 스킨팍시, 밤의 신 노트와 그가 타는 말 흐림팍시가 신화에서 상응하는 것이다. 이 외에도 태양의 여신 솔을 쫓는 늑대 스콜과 달의 신 마니를 쫓는 늑대 하티도 역시 그러한 요소이다. 세계의 기원이 되는 니플헤임과 무스펠스헤임이 모든 면에서 상반되고 있는 점도 그러한 관점에서 찾을 수 있다. 이것은 세계 창조의 대립에서 깊은 형이상학적 신앙을 반영한 것일 수도 있다.

### 노르드 신화의 신
신으로는 아스, 반족, 요툰 세 종족이 있었다. 처음부터 서로 다투던 아스와 반족은 결국 오랜 전쟁을 통해 아스가 승리한 이후 화해를 하고 인질을 교환했으며, 이족 간의 결혼과 공동통치를 한 것으로 알려져 있으며, 양자는 상호교류를 하고 있었다. 일부 신들은 모든 가문에 속해 있기도 했다. 이 이야기가 태고적부터 살고 있던 원주민들이 믿고 있었던 자연의 신들이 침략해 온 인도유럽계 민족의 신들로 대체된 사실을 상징한 것이 아닐까 추측하는 연구자도 있었지만, 그것은 단순한 추측에 불과하다고 강하게 지적하고 있다. 다른 권위자(미르체아 엘리아데와 J. P. 말로리 등)들은 이러한 아스와 반신족의 구분은 인도유럽계 민족에 의한 신들의 구분이 북유럽에서 표현된 것이었다고 주장했다. 이들이 그리스 신화에서 올림포스 12신과 티탄의 구분이나, 마하바라타의 일부에 해당하는 것이라고 고찰하였다.
아스와 반족은 전체적으로 요툰과 대립한다. 요툰은 그리스 신화에서 말하는 티탄과 기가스와 같은 존재이며, 일반적으로 거인(giants)으로 번역되지만, 트롤(trolls)이나 악마(demons) 등으로 번역하는 것이 더 적절할 수 있다는 지적도 있다. 하지만 아스는 이 요툰의 후손이며, 아스와 반족 중에는 요툰과 이족 간의 결혼을 한 존재도 있다. 예를 들어, 로키는 두 거인의 자식이며, 헬은 반 거인이다. 물론 최초의 신들 오딘, 빌리와 베이는 암소 아우둠블라의 아버지가 기원이다.
에다에서는 일부의 거인이 언급되며 자연력의 표현인 것처럼 보인다. 거인은 일반적으로 터스(Thurse)와 보통의 횡포거인의 두 가지 유형이 있는데, 그 밖에도 바위 거인과 불의 거인이 있다. 엘프나 드베르그 같은 존재도 보인다. 그들의 역할은 모호한 점도 있지만 대체로 신들의 옆에 붙어 있었다고 생각되고 있다.
그 밖에도 많은 영적인 존재가 있다. 먼저 거대한 늑대인 펜리르와 미드가르드 바다를 휘감는 바다뱀 요르문간드라는 괴물이 있다. 이 괴물들은 장난꾸러기 신 로키와 거인 앙그르보다의 자식으로 그려져 있다. (세 번째 자식은 헬이다.)

## 같이 보기
- 게르만 신화의 신 목록
- 그리스 신화
- 로마 신화